# Windows Vista
Windows Vista (укр. Віндовс Віста) — операційна система Windows NT від компанії Microsoft для персональних комп'ютерів. У 2006 році Microsoft офіційно випустила Windows Vista та Office 2007 для корпоративних клієнтів. 30 січня 2007 року почалися продажі системи для звичайних користувачів.
У серії продуктів Windows NT нова система носить номер версії 6.0 (Windows 2000 — 5.0, Windows XP — 5.1, Windows Server 2003 — 5.2). Для позначення «Windows Vista» іноді використовують абревіатуру «WINVI», яка об'єднує назву «Vista» і номер версії, записаний римськими цифрами[джерело?].
Windows Vista, як і Windows XP, виключно клієнтська система. У липні Microsoft повідомила про намір офіційно представити серверну версію Windows Vista — Windows Server 2008 на спеціальному заході 27 лютого 2008 року.
Станом на червень 2021, 0.23% ПК з ОС Windows працюють під управлінням Windows Vista, а в Україні — 0.08%.

## Історія
На ранньому етапі розробки система була відома під кодовим ім'ям Longhorn (за назвою бару Longhorn Saloon поблизу лижного курорту Вістлер в Британській Колумбії). Назва «Vista» була оголошена 22 лютого 2005 року. Опісля декілька місяців Microsoft також перетворили ім'я Windows Longhorn Server в Windows Server 2008. З 8 листопада 2006 року повноцінна версія Windows Vista доступна для виробників устаткування. Публічний реліз для звичайних користувачів відбувся 30 січня 2007 року.

## Назва
У перекладі українською «vista» означає «перспектива» (огляду) або «краєвид», і є запозиченням з іспанської, де «vista» — зір, бачення. Первинна назва була визначена і схвалена співробітниками Microsoft, а потім протестована в декількох регіонах світу методом фокус-груп.

## Огляд
За заявами компанії в Windows Vista була оновлена підсистема управління пам'яттю і введенням-виводом. Новою функціональністю також є «Гібридний сплячий режим», при використанні якого вміст оперативної пам'яті додатково записується на HDD, але і з пам'яті також не витирається. В результаті якщо подача енергії не припинялася, то комп'ютер відновлює свою роботу користуючись інформацією з RAM. Якщо живлення комп'ютера вимикалося, операційна система використовує збережену на HDD копію RAM і завантажує інформацію з неї (аналог сплячого режиму).
З 2004 року, розробникам і ІТ-професіоналами була розіслана перша бета-версія. У неї були включені всі розроблені на той день технічні можливості й наочно представлені основи нової архітектури системи. Перша бета-версія була випущена для того, щоб в ІТ-аудиторії склалося перше враження про нову операційну систему і щоб виявити помилки в новій системі ще до її офіційного випуску. Згідно з результатами першого етапу бета-тестування були доопрацьовані призначені для користувача функції системи, які потім були представлені в другій бета-версії. Остаточна версія Windows Vista представлена у варіантах для 64- і для 32-розрядних процесорів. Windows Vista має також новий логотип. На думку дизайнерів компанії, цей логотип ілюструє зміни в призначеному для користувача інтерфейсі нової операційної системи (який через зовнішній вигляд називають «скляним» — «Aero Glass»). У Windows Vista також вбудовано Windows Defender та Брандмауер Windows.

## Редакції
- Starter: поширюється Microsoft лише на деяких ринках, що розвиваються, в бідних країнах; має символічну ціну і безліч функціональних обмежень на зразок 250 гігабайтів максимально допустимого дискового простору.
- Home Basic: підтримка не більш 2-х процесорів (з необмеженою кількістю ядер) з 8 гігабайтами максимального обсягу оперативної пам'яті для платформи amd64 (64-х бітова) і 4 гігабайтами для платформи x86 (32-х бітова), read-only версія Meetingspace, 5 підключень по SMB, немає інтерфейсу Windows Aero, відсутня можливість приєднання до домену, редактор групових і локальних політик, немає підтримки EFS.
- Home Premium: підтримка до 2-х процесорів з 16 гігабайтами максимального обсягу оперативної пам'яті, HDTV, запис відео-DVD, 10 підключень по SMB, підтримка сенсорних екранів, автоматичне резервне копіювання, інтерфейс Windows Aero, відсутня можливість приєднання до домену, редактор групових і локальних політик, немає підтримки EFS, підтримка Microsoft Anna — функції, що дозволяє комп'ютеру автоматично читати задану текстову інформацію (англійською мовою, аналогічної версії для читання українських текстів доки немає).
- Business: немає батьківського контролю, підтримка до 2 процесорів, урізана мультимедійна частина і прибрані розважальні застосування. Дана версія Vista підтримує роботу в домені, політики й шифровану файлову систему EFS.
- Enterprise: багатомовний інтерфейс, сервіси Microsoft Windows для UNIX, корпоративні розраховані на багато користувачів ліцензії, шифрувальник дисків BitLocker, урізана мультимедійна частина.
- Ultimate: включає всі можливості 'Enterprise' і 'Home Premuim', плюс додаткові Ultimate Extras, добре розвинена мультимедійна частина, підтримка анімованих шпалер робочого столу, а підтримка мультимовного призначеного для користувача інтерфейсу дозволяє міняти за бажанням мову призначеного для користувача інтерфейсу операційної системи.
- Ultimate Upgrade Limited Numbered Signature Edition[8]: кожен екземпляр має порядковий номер і підпис Біла Гейтса. Випускається обмеженим накладом.

### Пов'язані з вимогами законодавства певних країн
- .N: для Європи, без Windows Media Player.
- .K: для Кореї. Містять посилання на ПЗ, альтернативне Windows Messenger і Windows Media Player. Версія .KN взагалі не матиме цих програм.

## Сервіс-паки та підтримка

### Service Pack 1
Service Pack 1 (SP1) для ОС Windows Vista випущений 15 квітня 2008 року. По заявах Microsoft, після інсталяції Sp1 копіювання файлів на локальних накопичувачах здійснюватиметься на 25% швидше. Вирішена проблема, що приводила до появи повідомлень про помилки при копіюванні великих файлів через локальну мережу. Windows Vista зі встановленим пакетом оновлень також буде більш оперативне обробляти зображення високого розширення. У сервіс-пак включені доповнення, що поліпшують сумісність операційної системи з новими відеоадаптерами, деякими типами моніторів і принтерів. До складу пакету оновлень також входять виправлення, що зменшують час виведення комп'ютера зі сплячого режиму, підвищують продуктивність браузера Internet Explorer 7 і поліпшену схему управління живленням ноутбуків. Традиційно в сервіс-пак включені всі раніше випущені патчі.
Спочатку сервіс-пак був доступний п'ятьма мовами — англійській, німецькій, французькій, іспанській та японській. В середині квітня 2008 року Microsoft опублікувала версії пакету оновлень на інших мовах. Тим часом поки залишаються невирішеними проблеми сумісності SP1 з деякими драйверами пристроїв. Перед установкою SP1 система Windows Update перевіряє комп'ютер на предмет наявності проблемних компонентів, і в разі їх виявлення відкладає інсталяцію.

### Service Pack 2
Service Pack 2 доступний до завантаження з сайту Microsoft. У Service Pack 2 присутній :
- Windows Search 4
- Підтримка Bluetooth 2.1/3.0 (для версії Bluetooth 3.0 доступний лише beta-драйвер)
- Підтримка 64-розрядних процесорів VIA
- Можливість запису оптичних дисків формату Blu-ray
- Майстер Windows Connect Now (WCN) для спрощення налаштування безпровідних мереж Wi-fi
- Файлова система exfat, з підтримкою запису у файли дат в міжнародному форматі, по Гринвічу, що дозволить безпомилково синхронізувати файли між різними часовими поясами
- Підтримка смарткарт формату Iccd/ccid
- Покращуваний захист ТВ-контенту в Windows Media Center (WMC)
- Покращувана робота Wi-fi після виходу зі сплячого режиму
- Внесені виправлення в DirectX
- Оновлений компонент RSS в бічній панелі
- Збільшена продуктивність при відтворенні HD-відео
- Знято обмеження на кількість напіввідкритих з'єднань
- Beta-драйвер USB 3.0
- Оновлений Device Stage

25 травня 2009 єдиний Service Pack 2 для Windows Vista і Windows Server 2008 став доступний для публічного скачування з сайту Microsoft на англійській, німецькій, іспанській, французькій і японській мовах.
1 липня 2009 Service Pack 2 для Windows Vista став доступний для автоматичної установки через Центр оновлення Windows.

## Апаратні вимоги
Згідно з інформацією від Microsoft, комп'ютери, на яких можна запускати Windows Vista, класифікуються як Vista Capable (задовольняють мінімальним параметрам) і Vista Premium Ready (відповідають рекомендованим параметрам)
|                                 | Vista Capable     | Vista Premium Ready                                                           |
| ------------------------------- | ----------------- | ----------------------------------------------------------------------------- |
| Процесор                        | 800 МГц           | 1 ГГц                                                                         |
| RAM                             | 512 МБ            | 1 ГБ                                                                          |
| Відеоадаптер                    | DirectX 8 та вище | DirectX 9 сумісний з підтримкою технологій Hardware Pixel Shader v2.0 та WDDM |
| Відеопам'ять                    | не критично       | 128 МБ                                                                        |
| Жорсткий диск                   | 20 ГБ             | 40 ГБ                                                                         |
| Вільне місце на жорсткому диску | 15 ГБ             | 20 ГБ                                                                         |
| Інші приводи                    | CD-ROM            | DVD-ROM                                                                       |